# Adelheid von Hessen
Adelheid von Hessen (polnisch Adelajda Heska; * 1324; † 1371) war eine hessische Prinzessin aus dem Adelsgeschlecht der Reginare und durch Heirat mit Kasimir dem Großen ab 1341 bis 1368 Königin von Polen.

## Leben
Adelheid wurde als Tochter des Landgrafen Heinrich II. und dessen Gemahlin Elisabeth von Meißen/Thüringen (1306–1367) geboren.
Am 29. September 1341 wurde sie in Posen mit dem polnischen König Kasimir verheiratet, nachdem dessen erste Gemahlin Anna von Litauen zwei Jahre zuvor verstorben war.
Der König war für seine zahlreichen Liebesabenteuer bekannt; das Paar entfremdete sich daraufhin bald und blieb kinderlos. Die Königin lebte die meiste Zeit über auf Schloss Żarnowiec, wo sie von ihrem Gemahl gefangen gehalten wurde. Im Jahre 1356 heiratete der König seine böhmische Geliebte Krystyna Rokiczana (auch Christina de Rokyczano), eine Witwe aus reichem Prager Bürgertum und lebte acht Jahre lang in Bigamie, zeugte mit ihr auch männliche Nachkommen. Auch die Intervention von Papst Innozenz VI. und des Krakauer Bischofs Bodzanta, der sich mit dem König über seine Liebeseskapaden überworfen hatte, konnte an der Lage nichts ändern; der König blieb seiner ehelichen Verpflichtungen gegenüber der Königin untreu. Adelheid zog daraus ihre eigenen Konsequenzen und flüchtete nach Hessen, in die Heimat ihrer Eltern. Im Jahre 1364 ließ der König seine Ehe mit Krystyna und im Jahre 1368 auch jene mit Königin Adelheid annullieren. Ein Jahr später vermählte er sich mit Hedwig von Sagan.
Trotz der Entfernung verfolgte Adelheid die Geschehnisse auf dem Krakauer Königshof genau und kämpfte auch nach dem Tod ihres Ex-Ehegatten, im Jahr 1370, um ihre Rechte. Sie verstarb im Jahre 1371 in ihrer hessischen Heimat und wurde im Kloster Ahnaberg in Kassel beigesetzt.

## Weblink
- Polen, Adelheid Königin von. Hessische Biografie. (Stand: 23. Oktober 2019). In: Landesgeschichtliches Informationssystem Hessen (LAGIS).